# Tasmanovo more
Tasmanovo more je rubno more Tihog oceana između istočne obale Australije i otoka Tasmanije na zapadu, Novog Zelanda, Norfolka i Nove Kaledonije na istoku.
More je nazvano prema nizozemskom istraživaču Abelu Janszoonu Tasmanu, moreplovcu koji je prvi posjetio Novi Zeland i Tasmaniju.